# Emil Stibor
Emil Stibor (5. února 1939 – 20. února 2024) byl český fotbalista, útočník a obránce.

## Fotbalová kariéra
V československé lize hrál za Duklu Pardubice a TJ Sklo Union Teplice. Nastoupil ve 126 ligových utkáních a dal 2 góly. Ve druhé lize nastoupil ze Teplice v 84 utkáních a dal 6 gólů. Později působil v nižších soutěžích v Mostě.

## Ligová bilance
| Ročník                                   | Zápasy | Góly | Klub                  |
| ---------------------------------------- | ------ | ---- | --------------------- |
| 1. československá fotbalová liga 1958/59 | 2      | 0    | Dukla Pardubice       |
| 1. československá fotbalová liga 1959/60 | 12     | 0    | Dukla Pardubice       |
| 1. československá fotbalová liga 1964/65 | 25     | 2    | TJ Sklo Union Teplice |
| 1. československá fotbalová liga 1965/66 | 11     | 0    | TJ Sklo Union Teplice |
| 1. československá fotbalová liga 1966/67 | 16     | 0    | TJ Sklo Union Teplice |
| 1. československá fotbalová liga 1967/68 | 18     | 0    | TJ Sklo Union Teplice |
| 1. československá fotbalová liga 1968/69 | 21     | 0    | TJ Sklo Union Teplice |
| 1. československá fotbalová liga 1969/70 | 21     | 0    | TJ Sklo Union Teplice |
| CELKEM 1. liga                           | 126    | 2    |                       |